# Zeucteri
El zeucteri (Zeuctherium niteles) és una espècie de petits mamífers extints pertanyents a la família Didymoconidae i l'ordre Didymoconida. Visqué a Àsia durant el Paleocè. Se n'han trobat restes fòssils a la província xinesa d'Anhui.